# Vasco Graça Moura
Vasco Navarro da Graça Moura, OSE (Foz do Douro, Oporto, 3 de enero de 1942 - Lisboa, 27 de abril de 2014) fue un abogado portugués, escritor, traductor y político, hijo de Francisco José da Graça Moura y su esposa María Teresa Amado da Cunha Seixas Navarro de Castro, de la burguesía del Norte de Portugal.

## Biografía
Vasco Graça Moura nació el 3 de enero de 1942, en Foz do Douro, en Oporto
Licenciado en Derecho por la Facultad de Derecho de la Universidad de Lisboa, donde colaboró en la publicación académica Quadrante
Se casó tres veces, primero en 1964 con María Fernanda de Carvalho de Sá Dantas, en segundo lugar en 1985 con Clara Crabbé da Rocha (hija de Miguel Torga) y en tercer lugar en 1987 con Maria do Rosário Bandeira de Lima de Sousa Machado,  primera esposa de Antonio Carlos Guerra Raposo de Magalhães, que murió en 2004.
Pasó 39 meses en el ejército, cuando ya estaba casado y era padre de dos hijos.
Fue abogado entre 1966 e 1983.
A partir del 25 de abril de 1974 se incorporó al Partido Socialdemócrata y fue llamado a ocupar los cargos de Secretario de Estado de la Seguridad Social (IV Gobierno Provisional, del independiente procomunista Vasco Gonçalves, pero con la participación de elementos vinculados al Grupo de los Nueve) y Retornados (VI Gobierno Provisional, José Pinheiro de Azevedo)
Fue director de RTP2 (1978), administrador de la Prensa Nacional - Casa da Moneda (1979-1989), presidente de la Comisión Ejecutiva de las Conmemoraciones del Centenario de Fernando Pessoa (1988) y de la Comisión Nacional de las Conmemoraciones del los Descubrimientos portugueses (1988-1995), director de la revista Océanos (1988-1995), director de la Fundación Casa de Mateus, comisario general de Portugal para la Exposición Universal de Sevilla (1988-1992) y director de la Biblioteca y Apoyo a la Lectura Servicio de la Fundación Calouste Gulbenkian (1996-1999).
Miembro del Parlamento Europeo por la coalición del Partido Popular-Partido Social Demócrata; formó parte del grupo del Partido Popular Europeo.
Graça Moura fue una de las voces más críticas del Acuerdo Ortográfico de 1990, considerando que éste sólo "sirve a los intereses geopolíticos y empresariales brasileños, en detrimento de los intereses inalienables de otros luso hablantes en el mundo"
De nuevo por el PSD, fue durante diez años consecutivos diputado al Parlamento Europeo, integrando el Grupo del Partido Popular Europeo, de 1999 a 2009.
Junto con António Mega Ferreira, fue el autor de la propuesta para la realización de la Exposición Universal de 1998 en Lisboa, que luego sería considerada por el "Bureau International de Expositions" como una de las mejores exposiciones internacionales de la historia.
En enero de 2012, el Secretario de Estado de Cultura del gobierno de Passos Coelho, Francisco José Viegas, nombró a Vasco Graça Moura para presidir la Fundación Centro Cultural de Belém, reemplazando así a António Mega Ferreira, permaneciendo en el cargo incluso cuando estuvo en tratamiento del cáncer que le causó la muerte. Pedro Passos Coelho, ex primer ministro de Portugal, destacó la carrera política de Graça Moura y su actividad como "promotor de las letras portuguesas", afirmando que el escritor dejó un "amplísimo legado literario, marcado por la inspiración y la dedicación a la lengua portuguesa, que enriqueció como pocos, una búsqueda constante de la identidad nacional y un pensamiento clarividente sobre las raíces, la herencia política y filosófica y el futuro de Europa”, y terminó: “Portugal ha perdido hoy a uno de sus más grandes ciudadanos ".

## Fallecimiento
Murió el 27 de abril de 2014 a la edad de 72 años, tras una larga batalla contra el cáncer.

## Obra literaria
En la década de 1980, se embarcó definitivamente en una carrera literaria, que lo confirmaría como un nombre central de la literatura portuguesa de la segunda mitad del siglo XX y uno de los mayores defensores de la lengua portuguesa

## Poesía
Para el, la poesía "es una cuestión de técnica y de de melancolía".
- Modo Mudando (1963).
- Semana Inglesa (1965). Edición de autor distribuida por la Librería Divulgação.
- El mes de diciembre y Otros Poemas (1976). Ed. Inova. 68 pág.
- La Sombra de las Figuras (1985).
- El Concierto Campestre (1993). Quetzal Editores. 81 pág.
- Sonetos Familiares (1994). Quetzal Editores. 49 pág.
- Una Carta en Invierno (1997). Quetzal Editores. 79 pág.
- Nudo ciego, el regreso(2000). Edições Asa. 98 pág.
- Testamento de VGM (2001). Edições Asa.
- Letras do Fado Vulgar (2001). Quetzal Editores. 71 pág.
- Variaciones Metálicas (2004). Edições Asa. 88 pág.
- Mais Fados & Companhia (2004). Corda Seca & Público. Música. 12 pág.
- Os Poemas da Minha Vida (2005). Público. 148 pág
- Nuestros tristes asuntos (2006).
- O Caderno da Casa das Nuvens (2010). Edições Afrontamento. 72 pág.
- Poesía Reunida, vol. 1 (2012). Quetzal Editores.
- Poesía Reunida, vol. 2 (2012).
- A Puxar ao Sentimento. Trinta e Um Fadinhos de Autor (2018). Quetzal Editores. 88 pág. Póstumo.

### Teatro
- Ronda dos Meninos Expostos (1987). Quetzal Editores. 51 pág.

### Ensayos
- Luís de Camões: Alguns Desafios (1980)
- Caderno de Olhares (1983)
- Camoês y la divina proporción (1985)
- Os Penhascos e a Serpente (1987)
- Várias Vozes (1987)
- Fernão Gomes e o Retrato de Camões (1987)
- Cristóvão Colombo e a floresta das asneiras (1991)
- Sobre Camões, Gândavo e Outras Personagens (2000)
- Adamastor, Nomen Gigantis (2000)
- Páginas do Porto (2001)
- Fantasia e Objectividade nos Descobrimentos Portugueses (2006)
- Acordo Ortográfico: A Perspectiva do Desastre (2008)
- Diálogo com (algumas) imagens (2009)
- Amália Rodrigues: dos poetas populares aos poetas cultivados (2010)
- Miguel Veiga - Cinco Esboços para um Retrato (2011)
- Os Lusíadas para Gente Nova (2012)
- A Identidade Cultural Europeia (2013)
- Discursos Vários Poéticos (2013)
- Retratos de Camões (2014)

## Novela
- El desayuno del sargento Beauchamp: (una novela) (2008)
- Os Desmandos de Violante (2011)

## Romance
- Cuatro últimas canciones (1987)
- Naufragio de Sepúlveda (1988)
- Salida de Sofonisba a las seis y doce de la mañana (1993)
- Nadie está muerto ( 1998)
- Meu Amor, Era de noche (2001)
- Enigma de Zulmira (2002)
- Detrás de la Magnolia (2008)
- Alfreda o la quimera (2008)
- Muerte en el Retrovisor (2008)
- The Music Master (2015) (continuación de la novela El desayuno del sargento Beauchamp
- Botas de sargento.

## Diarios y crónicas
- Circunstancias vividas (1995)
- Contra Bernardo Soares y Otras Observaciones (1999).

## Traducciones (resumen)
- Fedra, de Racine
- Andrómaca, de Racine
- Berenice, de Racine
- El Cid, de Corneille
- La Divina Comedia, de Dante
- Cyrano de Bergerac, de Edmond Rostand
- El misántropo, de Molière
- Sonetos, de Shakespeare
- Testamento de François Villon y algunas baladas más (1997)
- Vita Nuova, de Dante Alighieri
- Algunos amores, de Ronsard
- Elegías de Duino y Sonetos a Orfeo, de Rainer Maria Rilke
- Los triunfos, de Petrarca
- Las rimas de Petrarca
- Poema de Voltaire sobre el desastre de Lisboa

## Antologías
- Las más bellas Historias de Navidad portuguesas
- 366 poemas que hablan de amor
- Vista desde la orilla sur del río o Porto
- El binomio de Newton y la Venus de Milo.